# Battleship Lake
Battleship Lake är en sjö i Kanada.   Den ligger i provinsen British Columbia, i den sydvästra delen av landet, 3 700 km väster om huvudstaden Ottawa. Battleship Lake ligger 1 170 meter över havet. Den ligger vid sjöarna  Kooso Lake och Lake Helen Mackenzie.
I omgivningarna runt Battleship Lake växer i huvudsak barrskog. Runt Battleship Lake är det glesbefolkat, med 14 invånare per kvadratkilometer.